# Ballykeel Dolmen and Cairn

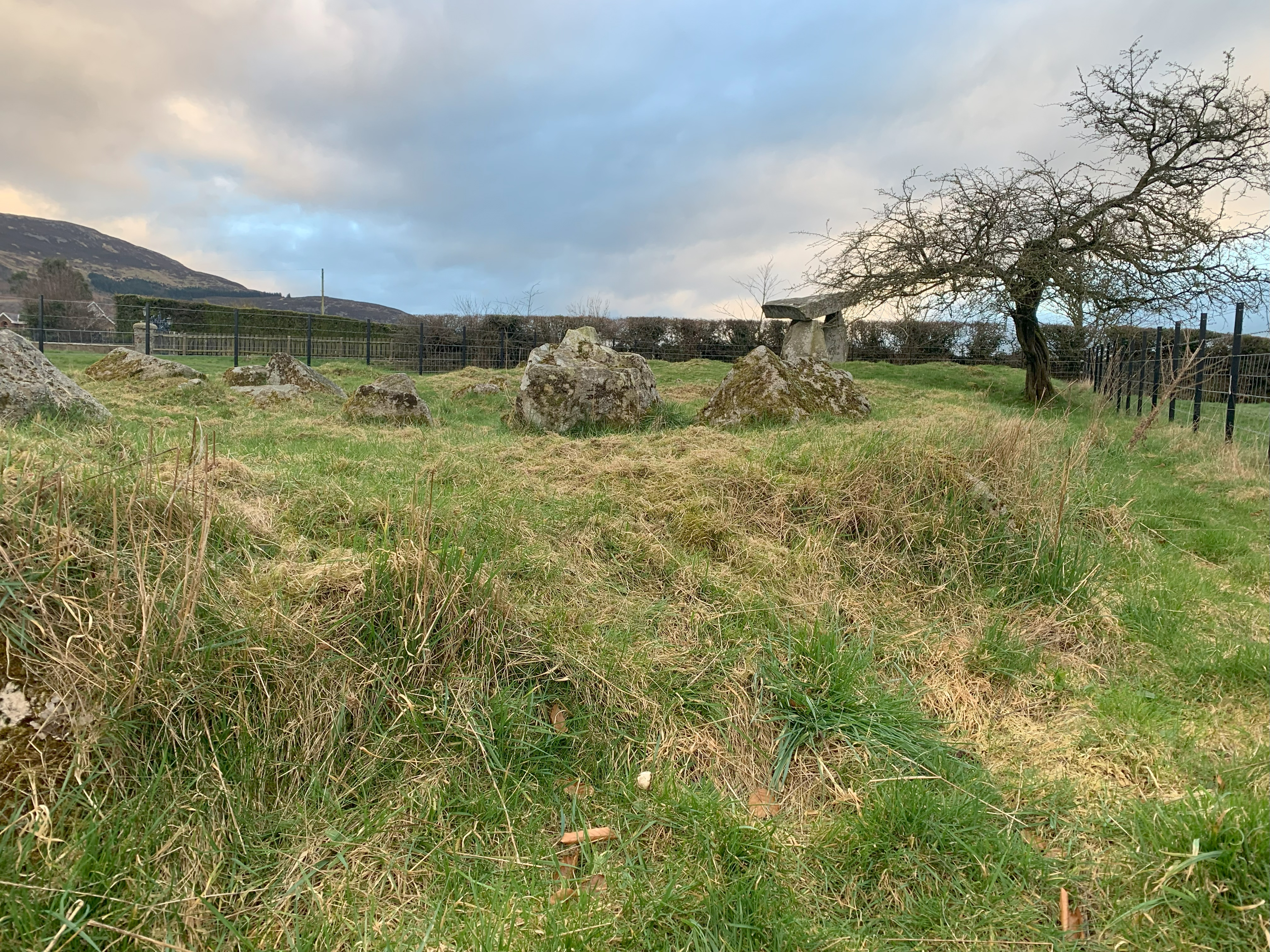
De Ballykeel-dolmen (rechtsachter) staat op het zuidelijke uiteinde van een lang ganggraf (voorgrond).

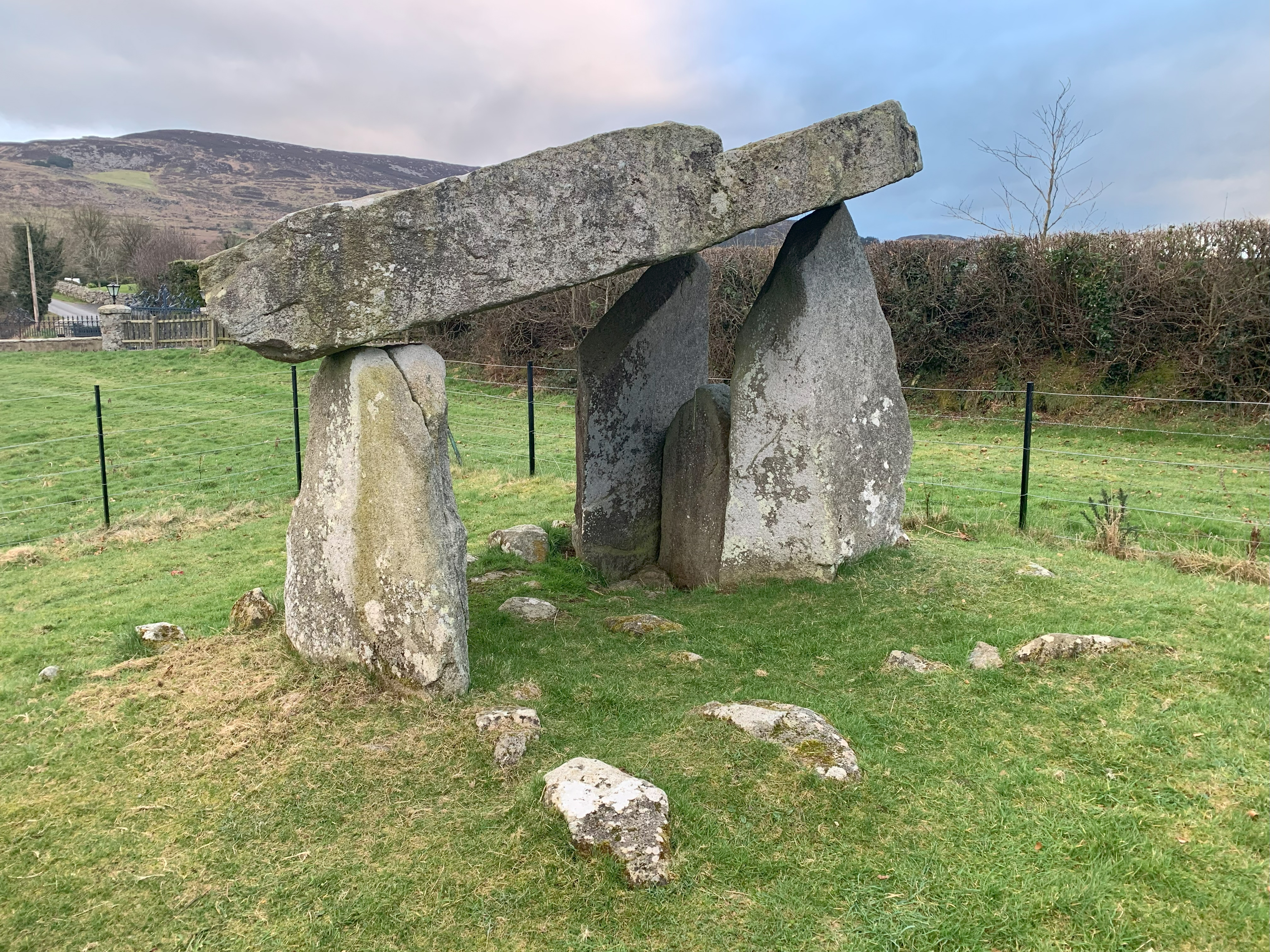
Ballykeel-dolmen vanuit het westen. De dragende steen links werd in 1963 gerepareerd waarna de gevallen deksteen weer erop werd getakeld.

Ballykeel Dolmen and Cairn is een neolithische begraafplaats, bestaande uit een dolmen en een lang ganggraf, gelegen in het townland Ballykeel, drie kilometer ten noorden van Mullaghbawn, Newry in County Armagh, Noord-Ierland.

## Naamgeving
Ballykeel is afgeleid van An Baile Caol, dat het nauwe townland betekent. De oudst bekende referentie van de naam dateert uit 1605.

## Geschiedenis
De begraafplaats van Ballykeel Dolmen and Cairn wordt gedateerd tussen 4000 en 2500 v.Chr.
De Ballykeel-dolmen werd gebouwd als ganggraf bovenop het zuidelijke deel van een lang stenen ganggraf ('cairn').
In 1963 vond er een archeologische opgraving plaats. In het lange ganggraf werd aan het noordelijk uiteinde een stenen grafkist (cist) ontdekt. In de stenen kist werden scherven gevonden van neolithisch aardewerk, een speerpunt en een paar stenen werktuigen. Er werden geen menselijke resten gevonden, aangezien die vermoedelijk in de zure grond zijn opgelost. In de kamer van de dolmen werden drie versierde aardwerk potten gevonden van het Ballyalton type.
Na de opgraving werd de gevallen deksteen teruggeplaatst en werd de achterste dragende steen, die gespleten was, met cement hersteld.

## Beschrijving
De Ballykeel Dolmen and Cairn is gelegen aan de voet van de westelijke helling van Slieve Gullion. 
De Ballykeel-dolmen bestaat uit een octogonale kamer afgedekt met een circa drie meter lange, platte deksteen, gedragen door drie driehoekige staande stenen van elk circa twee meter hoog. De dolmen staat ook bekend onder de naam Hag's Chair (de 'heksenstoel'). De ingang bevindt zich boven de kleine steen aan de zuidzijde tussen de twee dragende staande stenen. Oorspronkelijk lag er een heuvel van aarde en stenen overheen om een graftombe te vormen.
Van het lange stenen ganggraf waarop de dolmen op het zuidelijk uiteinde staat, zijn enkel een tweetal parallele rijen van een aantal geplaatste stenen overgebleven en zichtbaar. Dit lange graf is noordnoordwest-zuidzuidoost georiënteerd en is 28,5 meter bij 9 meter groot. In het noordelijk uiteinde van deze cairn bevindt zich een stenen graf (cist) van circa 0,9 meter in het vierkant en 0,75 meter diep, dat in de 21e eeuw niet meer zichtbaar is.

## Beheer
Ballykeel Dolmen and Cairn is een State Care Monument.